# 227310 Scottkardel
227310 Scottkardel è un asteroide della fascia principale. Scoperto nel 2005, presenta un'orbita caratterizzata da un semiasse maggiore pari a 2,5448122 au e da un'eccentricità di 0,1370820, inclinata di 14,69964° rispetto all'eclittica.